# Littorina subrotundata
Littorina subrotundata är en snäckart som först beskrevs av Carpenter 1864.  Littorina subrotundata ingår i släktet Littorina och familjen strandsnäckor. Inga underarter finns listade i Catalogue of Life.